# Amazonky

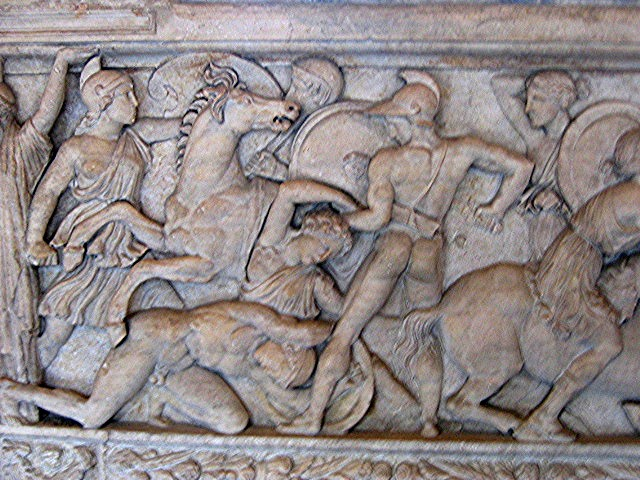
Boj Řeků s Amazonkami, reliéf na sarkofágu, Soluň

Amazonky (řecky Ἀμαζόνες, latinsky Amazones) byly v řecké mytologii národem bojovných žen.

## Amazonky v řeckých bájích
Měly sídlit na severním pobřeží Malé Asie nebo ještě východněji ke Kavkazu. Uvádí se také oblast Krymu.
Měly být národem, kterému vládly ženy, muži žili pouze v sousedních kmenech. Novorozené chlapce měly zabíjet nebo posílat jejich otcům, ponechávaly si pouze dívky.  Ty se cvičily v boji a v lovu. Jméno Amazonek je vykládáno od slova „amazoi“, to je bezprsé, protože si prý odstraňovaly pravý prs, aby jim nepřekážel v užívání luku a oštěpu.
Styky Řeků s Amazonkami byly téměř bez výjimky válečné. 

### Nejvýznamnější řecké báje o Amazonkách
O Amazonkách se zmiňoval už Homér v Iliadě. Mezi nejvýznamnější báje na toto téma patří:
- Héráklova výprava za pásem královny Amazonek proti jejich královně Hippolytě
- Théseovo válčení s Amazonkami (Hérakla doprovázel athénský král Théseus a přivedl si zajatou vůdkyni Amazonek Antiopu, se kterou se oženil. Když ji přišly její družky osvobodit, zamilovaná Antiopa s manželem bránila Athény a v boji zahynula.)
- Achillův boj s královnou Penthesileou (Poslední známý válečný stav zažily Amazonky se svou královnou Penthesileou, kdy přišly na pomoc obléhané Tróji. Královna zahynula v souboji s achajským hrdinou Achileem. Amazonky dostaly zpět Penthesileino mrtvé tělo, avšak přísahou se musely zavázat, že již nikdy proti Řekům nezvednou zbraně.)
- Proti Amazonkám táhl také hrdina Bellerofontés.

## Odraz v umění

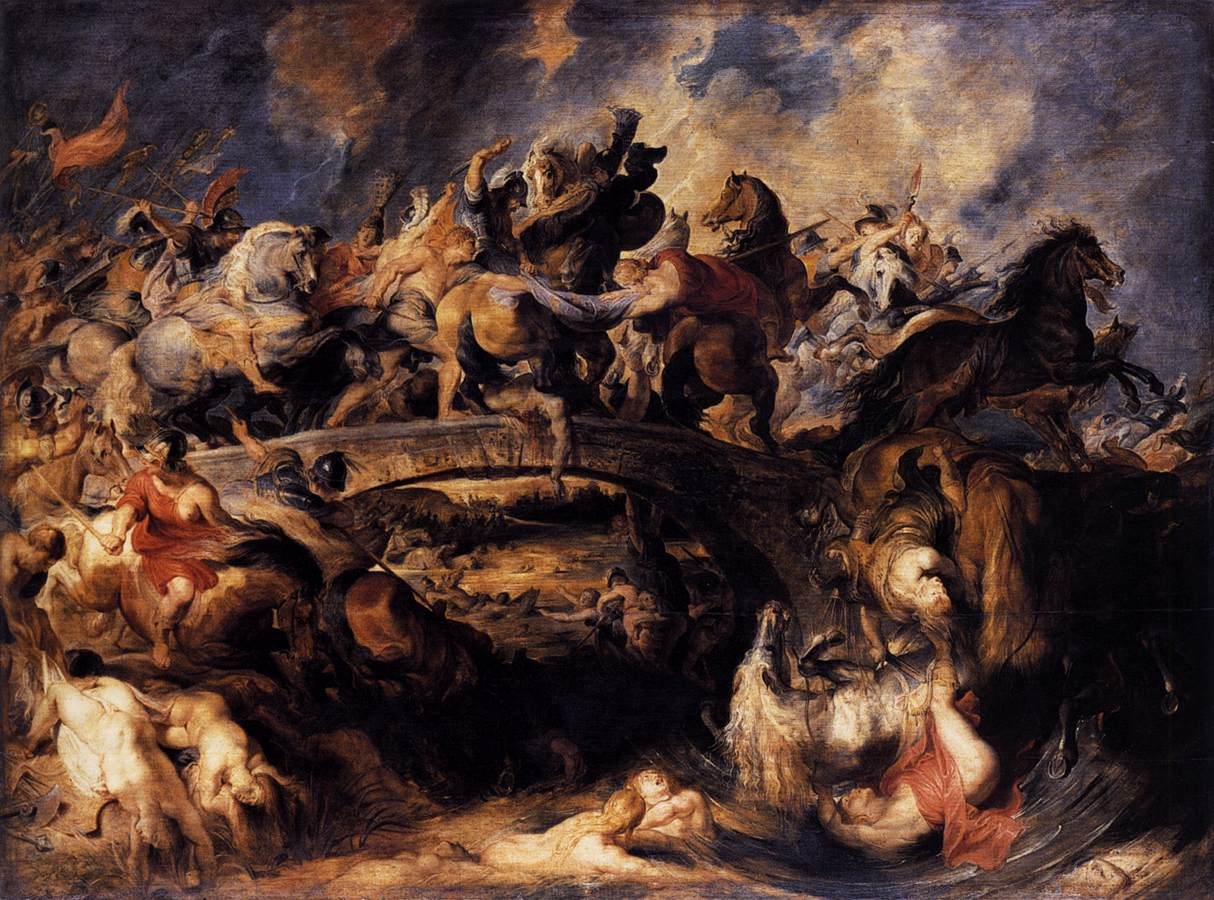
Bitva Amazonek, Peter Paul Rubens, 1619

Bojové akce Amazonek proti Řekům byly častými náměty antických umělců, zachovaly se jako obvykle nejčastěji na vázových malbách či reliéfech. Mezi nejlepší patří:
- Boj Řeků s Amazonkami na mauzoleu v Halikarnassu. Vytvořili jej po roce 352 př. n. l. Skopás, Leocharés, Bryaxis a Praxitelés
- Boj s Amazonkami je také v Britském muzeu
- římské kopie Amazonek jsou ve Vatikánském muzeu, originály jsou údajně dílem Feidia, Polykleita a Krésila
- z novodobých obrazů je nejznámější Bitva Amazonek od Petra Paula Rubense (z doby kolem 1618, dnes v mnichovské Pinakotéce)

## Jiné významy
- V roce 1541 objevil Francisco de Orellanana na výpravě po toku jihoamerické řeky indiánský kmen, kterému vládla žena; nazval proto řeku Amazonkou .
- V přeneseném významu je amazonka bojovná, statečná žena; mužatka.[2]